# Ryan Allen
Ryan Allen (Salem, 28 febbraio 1990) è un giocatore di football americano statunitense che gioca nel ruolo di punter per i New England Patriots della National Football League (NFL). Al college ha giocato a football alla Louisiana Tech University, vincendo per due volte il Ray Guy Award.

## Carriera professionistica

### New England Patriots
Dopo non essere stato scelto nel Draft NFL 2013, Allen firmò coi New England Patriots. L'ultimo gioco della pre-stagione fu nominato punter titolare superando Zoltán Meskó. Nella sua prima stagione calciò 76 punt a una media di 45,9 yard l'uno. L'anno successivo vinse il Super Bowl XLIX contro i Seattle Seahawks, in cui stabilì il record dell'evento con un punt da 64 yard.
Il 5 febbraio 2017 Allen vinse il suo secondo Super Bowl, il LI, in cui i Patriots superarono gli Atlanta Falcons  ai tempi supplementari (prima volta nella storia del Super Bowl) con il punteggio di 34-28.
Alla fine della stagione 2018 Allen vinse il Super Bowl LIII battendo i Los Angeles Rams per 13-3.

## Palmarès

### Franchigia
- Super Bowl : 3

New England Patriots: XLIX, LI, LIII
- American Football Conference Championship: 4

New England Patriots: 2014, 2016, 2017, 2018

## Statistiche
| Punt  | 287  |
| Media | 45,7 |

Statistiche aggiornate alla stagione 2016